# Европейски път Е81
Е81 е международен път, част от европейската пътна мрежа. Пътят започва от Мукачево, Украйна и завършва в Букурещ, Румъния. Общата дължина на пътя е около 990 km, от които 120 km са автомагистрала – отсечката между Питещ и Букурещ. През 2004 година се взима решение за изграждането на нова отсечка от Букурещ към Кюстенджа . Тази отсечка с дължина около 270 km се преустройва в автомагистрала.

## Страни и градове, през които преминава
- Украйна: Мукачево – Берегово
- Румъния: Халмеу – Сату Маре – Залъу – Клуж-Напока – Турда – Себеш – Сибиу – Питещ – Букурещ